# Wioleta Komitowa
Wioleta Kolewa Komitowa, bułg. Виолета Колева Комитова (ur. 18 marca 1957 w Ajtosie) – bułgarska architekt i nauczycielka akademicka, w 2021 minister rozwoju regionalnego i robót publicznych.

## Życiorys
W 1980 ukończyła studia na uniwersytecie architektury, inżynierii lądowej i geodezji UASG w Sofii. Kształciła się też na Uniwersytecie De Montfort i University of East London, a także w Dublin School of Architecture. Została nauczycielką akademicką na macierzystej uczelni, obroniła doktorat i objęła stanowisko docenta. Specjalizowała się w urbanistyce, projektach przestrzennych i infrastrukturalnych, zajmowała się też projektami finansowanymi z funduszy europejskich. Członkini krajowych organizacji zrzeszających architektów.
W maju 2021 powołana na urząd ministra rozwoju regionalnego i robót publicznych w przejściowym gabinecie Stefana Janewa. Pozostała na tym stanowisku również w utworzonym we wrześniu 2021 drugim tymczasowym rządzie tego samego premiera. Pełniła tę funkcję do grudnia tegoż roku.
Dołączyła później do ugrupowania Powstań Bułgario Stefana Janewa. W październiku 2022 z jego ramienia uzyskała mandat posłanki do Zgromadzenia Narodowego 48. kadencji. W październiku 2024 została natomiast wybrana do parlamentu 51. kadencji z listy formacji Moralność, Jedność, Honor Radostina Wasilewa.

## Życie prywatne
Zamężna z architektem Wasiłem Komitowem, z którym ma córkę. Pochodzi z Burgasu.